# 大富村 (山形県)
大富村（おおとみむら）は、かつて山形県北村山郡にあった村。

## 沿革
- 1889年（明治22年）4月1日 - 町村制施行に伴い北村山郡羽入村、荷口村、藤助新田が合併し、大富村が発足。
- 1954年（昭和29年）8月1日 - 北村山郡東根町、東郷村、高崎村、小田島村、長瀞村と合併し、東根町を新設して消滅。